# Regionalismo en Magallanes

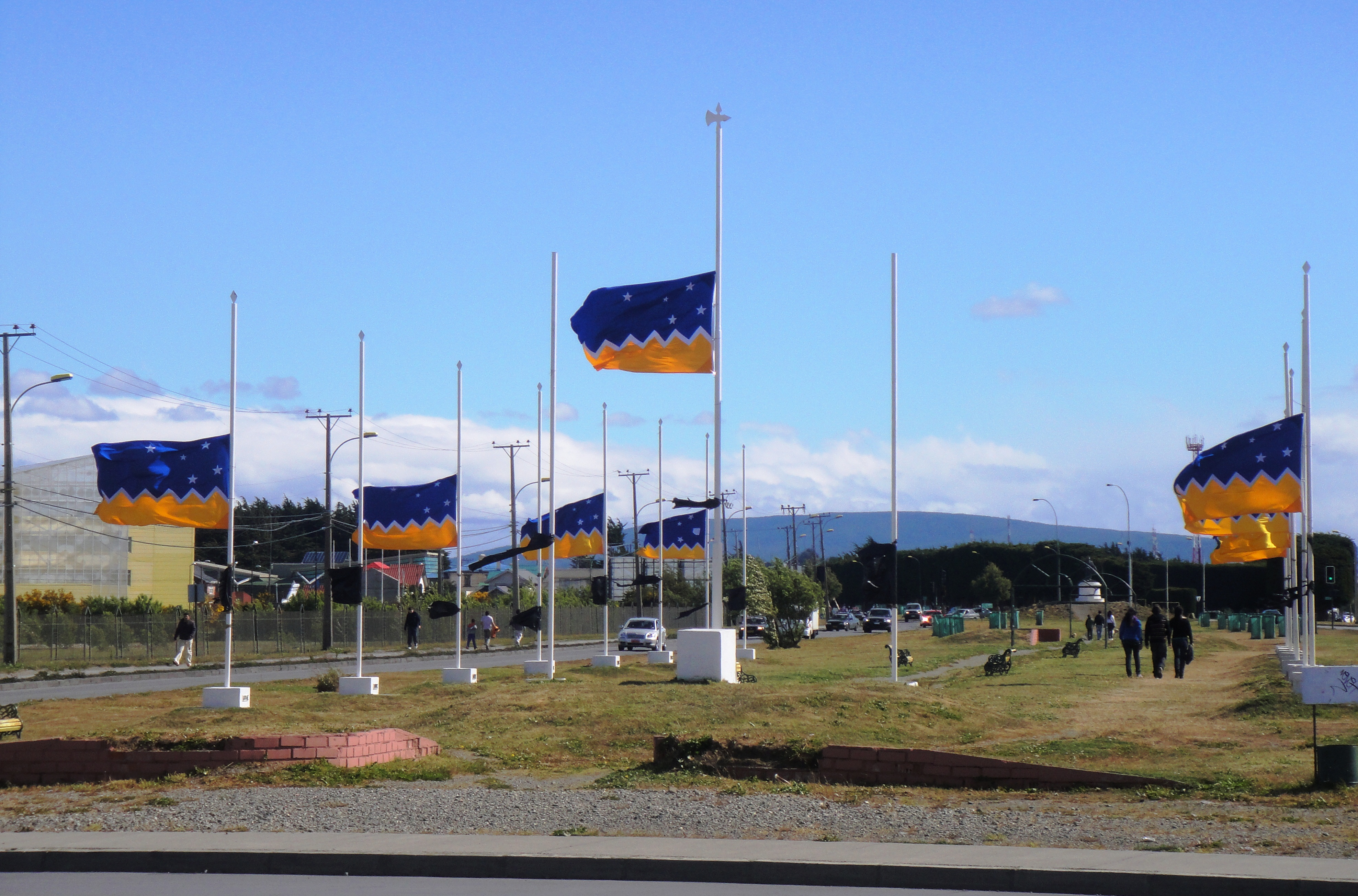
Banderas magallánicas a media asta en la entrada del Campus Central de la Universidad de Magallanes en Punta Arenas durante las protestas de enero de 2011.

El regionalismo en Magallanes es un fenómeno político-social existente en dicha región, la más austral de las regiones chilenas. La lejanía física de los habitantes con el resto de Chile, la historia propia de la región, la identidad de sus habitantes, la no conectividad terrestre con el país y el apego han generado un fuerte sentimiento localista.

## Historia
El regionalismo magallánico se originó a comienzos del siglo XX. En 1910, se registraron protestas en Punta Arenas demandando obtener los derechos cívicos de una provincia en vez de un territorio; dichas protestas sólo vieron realizado su objetivo hacia los años 1930. El 10 de marzo de 1932 surgió la Legión Cívica de Magallanes, y el 27 de julio de 1932 surgió el Partido Regionalista de Magallanes que, con una plataforma de contenido localista y tendencia federalista, consiguió que en Magallanes se obtuviera derecho a sufragio. El primer diputado del Partido Regionalista fue Manuel Chaparro Ruminot, electo para el periodo 1933-1937. En 1952, dicho partido apoyó la candidatura presidencial de Arturo Matte en conjunto con partidos derechistas como el Liberal y el Conservador Tradicionalista.
Diversas organizaciones locales han tenido una importancia gravitante en la historia de la región y han realizado importantes manifestaciones. En 1912, se registraron protestas por el fin de las franquicias aduaneras que tenía el puerto libre de Punta Arenas. En 1984, el llamado Puntarenazo fue la primera protesta pública realizada en contra de la dictadura de Augusto Pinochet en la Región de Magallanes. En 2011, una serie de protestas paralizaron toda la región tras el alza presupuestada al costo del gas natural residencial por el gobierno de Sebastián Piñera.

## Manifestaciones

### Política
El fuerte arraigo regionalista se ha visto reflejado en las diferentes elecciones realizadas a partir de 2000.
En las elecciones municipales de 2004, Mario Gadler fue elegido alcalde de Puerto Natales; en las elecciones parlamentarias de 2005, Carlos Bianchi Chelech fue elegido como el primer senador de una lista independiente desde el retorno a la democracia en Chile, mientras que, cuatro años después, Miodrag Marinovic fue elegido diputado.[cita requerida]
En las elecciones municipales de 2008, Vladimiro Mimica fue elegido alcalde, y en las de 2012 fueron elegidos alcaldes Anahí Cárdenas en Torres del Paine, Edgard Cárcamo en San Gregorio y Pamela Tapia en Navarino en una plataforma independiente de carácter regionalista. Así, Magallanes se convirtió en la única región del país donde tres de sus principales autoridades electas democráticamente eran independientes. En las elecciones municipales de 2012, el regionalismo obtuvo un 27 % de los sufragios a nivel regional debido a un acuerdo que le permitió llevar gran cantidad de sus candidatos en la lista Regionalistas e Independientes.[cita requerida]

#### Partidos políticos
- Partido Regionalista de Magallanes (1932-1960 y 2015-2017)
- Democracia Regional Patagónica (2013-2018)

### Símbolos

Bandera de Magallanes.

La fuerte presencia de la bandera de la Región de Magallanes y de la Antártica Chilena es también un rasgo característico en la región, comparada con sus símiles a lo largo del país. Según las normas del gobierno regional, debe ser izada obligatoriamente por la ciudadanía durante las festividades regionales, algo prácticamente único a nivel nacional.
En tanto, la denominación de «República Independiente de Magallanes» es bastante popular entre los magallánicos y surgió en Capuccino, un popular programa de radio local conducido por Rodrigo Utz.

### Instituciones
Diversas instituciones locales tienen mayor peso que sus equivalentes regionales. Así, las Jornadas por la Rehabilitación en Magallanes recaudan cinco veces más que la Teletón nacional, y las emisoras locales de radio y televisión abierta superan en sintonía a las producidas en Santiago.